# Amaranth
«Amaranth» (грец. Αμάραντος — «нев'януча квітка») — другий сингл із альбому Dark Passion Play, фінського симфо-метал гурту Nightwish. Семпл цієї пісні розміщений на офіційному сайті групи.
Особливістю цього сингла є пісня «While Your Lips Are Still Red», яка є саундтреком до фінської кінострічки «Lieksa!», який вийшов у 2007. У цьому відео знялась вся група за винятком Ерно Вуорінена та Анетт Ользон. Офіційно пісня вийшла 15 червня 2007 року Пісня потрапила в інтернет до офіційного релізу,, але точної дати назвати ніхто не може.
24 серпня 2007 року, офіційний сайт «Nightwish» повідомив, що «Amaranth» отримав золотий статус у рідній Фінляндії вже через два дні після релізу, тобто продажі дисків склали понад 50 000 примірників. 29 серпня на тому ж сайті було оголошено, що «Amaranth» очолив фінський чарт синглів. 6 вересня було оголошено про те, що сингл зайняв перші місця в чартах Угорщини та Іспанії.

## Музичне відео
Відео на цю пісню є першим з нового альбому «Dark Passion Play», за ним вийшло ще одне відео, під назвою Bye Bye Beautiful. У червні 2007 року, Анетт сказала, що нове відео (яке вийшло разом з синглом) засновано на картині «Поранений анегл», фінського художника Гуго Сімберга.
Відео було завантажено на YouTube 8 серпня 2007 року європейським дистриб'ютором Nuclear Blast, його переглянули 30 000 000 разів.

## Список композицій

### Версія Spinefarm
Перша версія синглу була представлена лейблом Spinefarm 22 серпня 2007 року. Також реліз став доступний в онлайн-магазині на офіційному сайті групи 21 червня, де здійснювався його передпродаж. Два диски містять дві версії «Amaranth» та оркестрову і демо-версію треку Eva.

#### Диск 1
| # | Назва                           | Композитор                        | Тривалість | Реліз          | Замітки                                        |
| - | ------------------------------- | --------------------------------- | ---------- | -------------- | ---------------------------------------------- |
| 1 | «Amaranth»                      | Туомас Холопайнен                 | 03:57      | 22 серпня 2007 |                                                |
| 2 | «Reach»                         | Туомас Холопайнен                 | 03:57      | 22 серпня 2007 | демо версія пісні «Amaranth», яку співає Марко |
| 3 | «Eva (Orchestral Version)»      | Туомас Холопайнен                 | 04:28      | 22 серпня 2007 |                                                |
| 4 | «While Your Lips Are Still Red» | Туомас Холопайнен & Марко Хієтала | 04:22      | 15 червня 2007 |                                                |

#### Диск 2
| # | Назва                           | Композитор        | Тривалість | Реліз          | Замітки                             |
| - | ------------------------------- | ----------------- | ---------- | -------------- | ----------------------------------- |
| 1 | «Amaranth (Orchestral Version)» | Туомас Холопайнен | 03:51      | 22 серпня 2007 |                                     |
| 2 | «Eva (Demo Version)»            | Туомас Холопайнен | 04:18      | 22 серпня 2007 | Демо версія пісня Eva; співає Марко |

### Версія Nuclear Blast
Сингл був вийшов на лейблі Nuclear Blast 24 серпня, а друга частина 31 серпня. Три різні аудіо-версії, DVD та музичне відео стали доступні для придбання. Трек-лист такий:

#### Версія 1
| # | Назва                           | Композитор                        | Тривалість | Реліз          | Замітки                                        |
| - | ------------------------------- | --------------------------------- | ---------- | -------------- | ---------------------------------------------- |
| 1 | «Amaranth»                      | Туомас Холопайнен                 | 03:57      | 24 серпня 2007 |                                                |
| 2 | «Reach»                         | Туомас Холопайнен                 | 03:57      | 24 серпня 2007 | демо версія пісні «Amaranth», яку співає Марко |
| 3 | «Eva (Orchestral Version)»      | Туомас Холопайнен                 | 04:28      | 24 серпня 2007 |                                                |
| 4 | «While Your Lips Are Still Red» | Туомас Холопайнен & Марко Хієтала | 04:22      | 15 червня 2007 |                                                |

#### Версія 2
| # | Назва                           | Композитор        | Тривалість | Реліз          | Замітки                         |
| - | ------------------------------- | ----------------- | ---------- | -------------- | ------------------------------- |
| 1 | «Amaranth»                      | Туомас Холопайнен | 03:51      | 31 серпня 2007 |                                 |
| 2 | «Amaranth (Orchestral Version)» | Туомас Холопайнен |            | 31 серпня 2007 | «Amaranth» (Orchestral version) |
| 3 | «Eva (Demo Version)»            | Туомас Холопайнен |            | 31 серпня 2007 | Демо версія пісні «Eva»         |

#### DVD
| # | Назва                           | Композитор                        | Тривалість | Реліз          | Замітки                                                                                                  |
| - | ------------------------------- | --------------------------------- | ---------- | -------------- | --- |
| 1 | «Amaranth»                      | Туомас Холопайнен                 | 03:51      | 31 серпня 2007 | 5.1 Відео                                                                                                |
| 2 | «Amaranth»                      | Туомас Холопайнен                 | 03:51      | 31 серпня 2007 | 2.0 Відео                                                                                                |
| 3 | «Amaranth»                      | Туомас Холопайнен                 | 03:51      | 31 серпня 2007 | Як знімали відео                                                                                         |
| 4 | «While Your Lips Are Still Red» | Туомас Холопайнен & Марко Хієтала | 04:22      | 15 червня 2007 | 2.0 Бонусний відеокліп                                                                                   |
| 5 | Audio-Backed Slideshow          | Туомас Холопайнен                 |            | 31 серпня 2007 | Amaranth — Reach — Eva (оркестрова) — While Your Lips Are Still Red — Amaranth (оркестрова) — Eva (Демо) |

#### Amaranth (Промо-реліз 2008)
| # | Назва                   | Композитор        | Тривалість | Реліз          |
| - | ----------------------- | ----------------- | ---------- | -------------- |
| 1 | «Amaranth (Radio Edit)» | Туомас Холопайнен | 03:25      | 14 січня 2008  |
| 2 | «Amaranth»              | Туомас Холопайнен | 03:51      | 31 серпня 2007 |

## Чарти
«Амарант» є одним з найуспішніших синглів Nightwish, він став номером 1 в Іспанії, Угорщини та Фінляндії. В день релізу він посів перше місце у фінському чарті і очолював його 3 тижні, впавши до номера 2 на четвертому тижні. «Амарант»повернувся на перше місце на наступному тижні і залишався там протягом ще 6 тижнів. Загалом він провів 21 тиждень у фінському Top 40. У Великій Британії він не потрапив в чарти по основним альбомам, але очолив чарт Rock Singles на 5 тижнів.
| Чарт                          | Позиція |
| ----------------------------- | ------- |
| Фінляндія                     | 1       |
| Угорщина                      | 1       |
| Іспанія                       | 1       |
| Велика Британія Rock Chart    | 1       |
| Греція                        | 4       |
| Данія                         | 4       |
| Італія                        | 10      |
| Швеція                        | 13      |
| Швейцарія                     | 14      |
| Німеччина                     | 15      |
| Австрія                       | 30      |
| Австралія                     | 38      |
| Нідерланди                    | 47      |
| Франція                       | 62      |
| Велика Британія Singles Chart | 120     |

## Учасники
- Туомас Холопайнен — композитор, клавишні
- Емппу Вуорінен — гітара
- Юкка Невалайнен — ударні
- Анетт Ользон — вокал
- Марко Хієтала — бас-гітара